# Гравець (фільм, 1992)
«Граве́ць» (англ. The Player) — американський комедійний художній фільм 1992 року режисера Роберта Олтмена, з Тімом Роббінсом у головній ролі.

## Сюжет
Голлівудському продюсеру Гріффіну Міллу дуже часто доводиться відмовляти численним сценаристам і авторам ідей потенційних фільмів. Завдання Гріффіна — знайти перлину серед багатьох тонн «непереробленої руди». І схибити ніяк не можна, бо твоє місце відразу ж займе інший кандидат. Одного разу Гріффін починає отримувати поштові листівки з погрозами смерті. Гріффін намагається згадати, хто з ображених авторів міг піти цим шляхом, маючи намір вирішити з ним справу мирно. Але припущення Гріффіна виявляється помилковим, і він у нападі гніву вбиває невинного драматурга. Цим він дає автору листівок вагомий привід для шантажу, а тим часом пошуками вбивці починає займатися поліція.

## У ролях
- Тім Роббінс — Гріффін Мілл
- Фред Ворд — Волтер Стакел
- Грета Скаккі — Джун Гадмандсдоттір
- Вупі Голдберг — С'юзен Евері, детектив
- Пітер Галлагер — Ларрі Леві
- Вінсент Д'Онофріо — Девід Кахейн
- Сідні Поллак — Дік Меллон
- Брайон Джеймс — Джоел Левінсон
- Синтія Стівенсон — Бонні Шероу
- Дін Стоквелл — Енді Чівелла
- Лайл Ловетт — детектив
- Діна Мерілл — Селія
- Анджела Холл — епізод
- Ліа Ейрес — Сенді
- Пол Г'юїтт — епізод
- Рендолл Батінкофф — епізод
- Джеремі Півен — Стів Рівз
- Френк Бархідт — Френк Мерфі
- Майк Е. Каплан — епізод
- Кевін Сканнелл — епізод
- С'юзэн Емшвіллер — Брум, детектив
- Майкл Толкін — епізод
- Стівен Толкін — епізод
- Наталі Стронг — епізод
- Пітер Кох — епізод
- Памела Бавен — епізод
- Джефф Челентано — Рокко
- Стів Аллен — епізод
- Річард Андерсон — епізод
- Рене Обержонуа — епізод
- Гаррі Белафонте — епізод
- Шарі Белафонте — епізод
- Марджері Бонд — свідок
- Карен Блек — епізод
- Майкл Бавен — епізод
- Гері Б'юзі — епізод
- Роберт Керредайн — епізод
- Шер — епізод
- Джеймс Коберн — епізод
- Пол Дулі — епізод
- Пітер Фальк — епізод
- Феліція Фарр — епізод
- Катажина Фігура — Кася Фігура
- Луїза Флетчер — епізод
- Денніс Франц — епізод
- Тері Гарр — епізод
- Ліза Гіббонс — епізод
- Скотт Гленн — епізод
- Джефф Голдблюм — епізод
- Елліот Гулд — епізод
- Джоел Грей — епізод
- Девід Алан Грір — епізод
- Бак Хенрі — епізод
- Анжеліка Г'юстон — епізод
- Кеті Айрленд — епізод
- Саллі Келлерман — епізод
- Саллі Кіркленд — епізод
- Джек Леммон — епізод
- Марлі Метлін — епізод
- Енді Макдавелл — епізод
- Малкольм Макдавелл — епізод
- Джейн Медоуз — епізод
- Мартін Малл — епізод
- Дженніфер Неш — епізод
- Нік Нолті — епізод
- Александра Паверз — епізод
- Берт Ремсен — епізод
- Мексін Джон-Джеймс — епізод
- Патріція Резнік — епізод
- Берт Рейнольдс — епізод
- Джек Райлі — епізод
- Мімі Роджерс — епізод
- Енні Росс — епізод
- Алан Рудольф — епізод
- Джилл Сент-Джон — епізод
- Сьюзен Серендон — епізод
- Адам Саймон — епізод
- Род Стайгер — епізод
- Браян Точі — епізод
- Лілі Томлін — епізод
- Роберт Вагнер — епізод
- Гай Ремсен — епізод
- Рей Волстон — епізод
- Брюс Вілліс — епізод
- Річард І Грант — Том Оклі
- Браян Брофі — Філ
- Джулія Робертс — епізод
- Джина Гершон — Вітні Герш
- Джон К'юсак — епізод
- Тед Хартлі — епізод
- Джеймс Макліндон — епізод
- Скотт Шоу — епізод
- Патрік Свейзі — епізод
- Марина Зенович — епізод
- Джек Джейсон — епізод

## Знімальна група
- Режисер — Роберт Олтмен
- Сценарист — Майкл Толкін
- Оператор — Жан Лепін
- Композитор — Томас Ньюмен
- Художник — Стівен Олтмен
- Продюсери — Кері Брокоу, Скотт Бушнелл, Вільям С. Гілмор, Майкл Толкін, Девід Браун, Нік Векслер, Девід Леві